# باتريسيو سافيدرا
باتريسيو سافيدرا (بالإسبانية: Patricio Saavedra)‏ هو منافس ألعاب قوى تشيلي، ولد في 11 يناير 1947.

## وصلات خارجية
- باتريسيو سافيدرا على موقع أوليمبيديا (الإنجليزية)